# Tabea Blumenschein
Pour les articles homonymes, voir Blumenschein.
Tabea Blumenschein (Constance, 11 août 1952 - Berlin, 2 mars 2020) est une actrice, réalisatrice et scénariste allemande. Elle a été membre entre 1982 et 1984 du groupe Die tödliche Doris.

## Filmographie
- 1975 : Laokoon & Söhne d'Ulrike Ottinger et Tabea Blumenschein)
- 1975 : Die Betörung der blauen Matrosen d'Ulrike Ottinger et Tabea Blumenschein
- 1978 : Madame X – Eine absolute Herrscherin d'Ulrike Ottinger et Tabea Blumenschein
- 1979 : Bildnis einer Trinkerin d'Ulrike Ottinger
- 1980 : Taxi zum Klo de Frank Ripploh
- 1982 : Sportliche Schatten – Kunst in Krisenzeiten (court métrage) de Tabea Blumenschein
- 1982 : Uliisses de Werner Nekes
- 1984 : Dorian Gray im Spiegel der Boulevardpresse d'Ulrike Ottinger

### Télévision
- 1985 : Zagarbata de Tabea Blumenschein